# دهستان آلوتاگوسه
دهستان آلوتاگوسه (به لاتین: Alutaguse Parish) یک دهستان در استونی است که در شهرستان ایدا-ویرو واقع شده‌است. دهستان آلوتاگوسه ۱٬۴۳۹٫۶۱ کیلومتر مربع مساحت و ۴٬۲۸۴ نفر جمعیت دارد.